# Lei das Doze Tábuas
A Lei das doze Tábuas  (Lex Duojecim Tabulirum ou simplesmente Duodecim abula, em latim) constituía uma antiga legislação que está na origem do direito romano. Formava o cerne da constituição da República Romana e do mos maiorum (antigas leis não escritas e regras de conduta). Foi uma das primeiras leis que foram criadas normas elegendo as diferenças de escravidão, atribuindo a tais um pequeno valor, uma vez que as leis do período monárquico  se adaptaram à nova forma de governo, ou seja, o Impérioo e por ter dado origem ao direito civil e às ações da lei, apresentando assim, de forma descarada, seu humor não comum romano (imediatista, prático e impulsivo).

## História

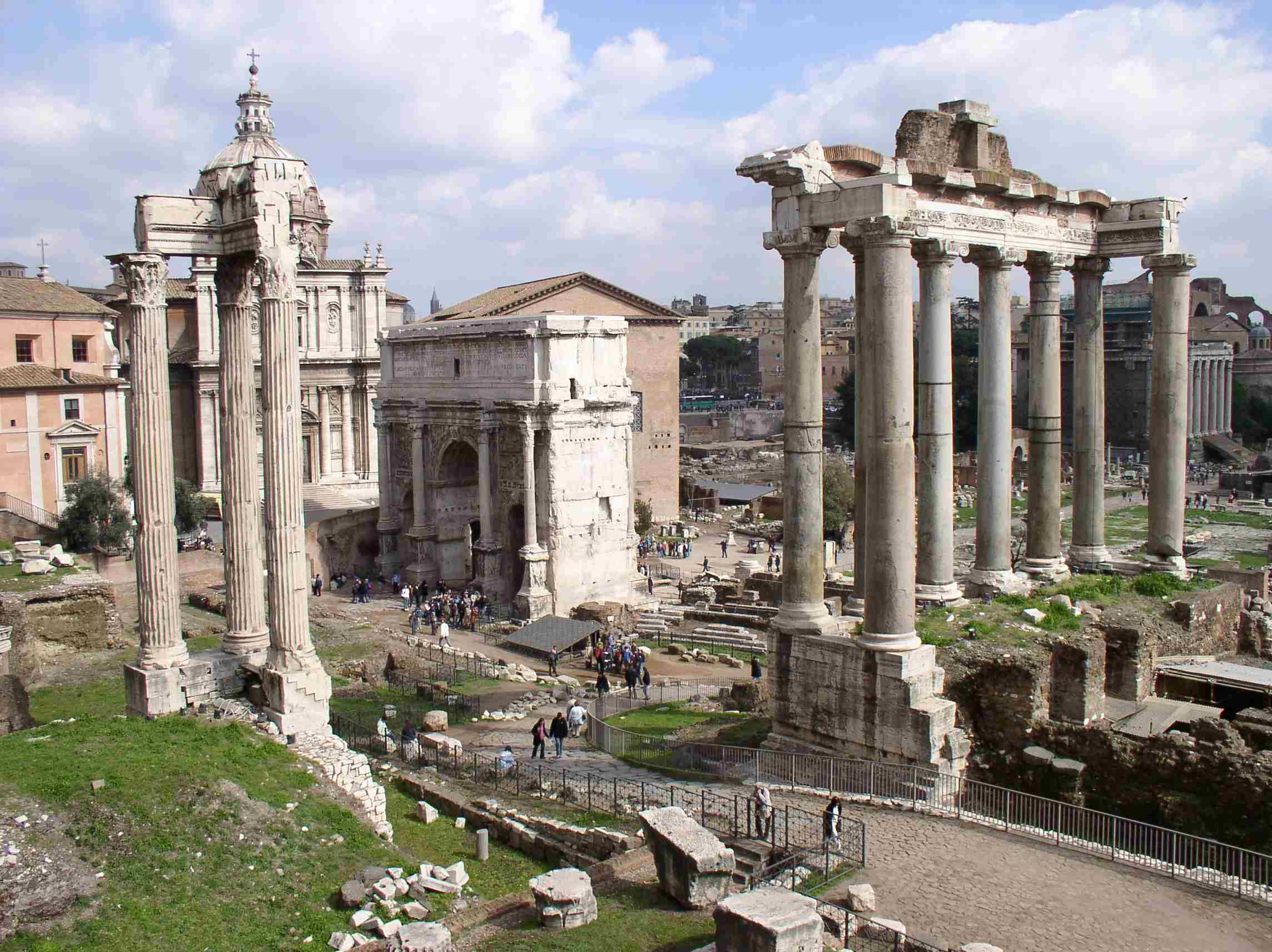
Ruínas do Fórum Romano.

Segundo relatos históricos semilendários preservados por Lívio, no início da República Romana as leis eram guardadas em segredo pelos pontífices e por outros representantes da classe dos patrícios, sendo executadas com especial severidade contra os plebeus. Um plebeu chamado Terentílio (em latim: Gaius Terentilius) propôs em 462 a.C. a compilação e publicação de um código legal oficial, de modo que os plebeus pudessem conhecer a lei e não serem surpreendidos pela sua execução.
Os patrícios opuseram-se à proposta por vários anos, mas em 451 a.C. um decenvirato (um grupo de dez homens) foi designado para preparar o projeto do código. Supõe-se que os romanos enviaram uma embaixada para estudar o sistema legal dos gregos, em especial as leis de Sólon, possivelmente nas colônias gregas do sul da península Itálica, conhecida então como Magna Grécia.
Como havia grandes conflitos entre patrícios e plebeus, em 451 a.C., foi criado uma comissão designada por Decemviri legibus scribundi, no qual foram criados os dez primeiros códigos para que houvesse uma tentativa de harmonizar os conflitos entre estas classes. 
Os dez primeiros códigos foram preparados em 451 a.C. e, em 450 a.C., o segundo decenvirato concluiu os dois últimos. As Doze Tábuas foram então promulgadas, havendo sido literalmente inscritas em doze tabletes de madeira que foram afixados no Fórum romano, de maneira a que todos pudessem lê-las e conhecê-las.
As Doze Tábuas não são uma compilação abrangente e sistemática de todo o direito da época (e, portanto, não formam códigos na acepção moderna do termo). São, antes, uma série de definições de diversos direitos privados e de procedimentos. Consideravam de conhecimento geral algumas instituições como a família e vários rituais para negócios formais.
O texto original das Doze Tábuas perdeu-se quando os gauleses incendiaram Roma em 390 a.C.. Nenhum outro texto oficial sobreviveu, mas apenas versões não-oficiais. O que existe hoje são fragmentos e citações por outros autores, que demonstram haverem sido as Doze Tábuas redigidas em latim considerado estranho, arcaico, lacônico e até mesmo infantil, e são indícios do que era a gramática do latim primitivo.
Semelhantemente a outras leis primitivas, as Doze Tábuas combinam penas rigorosas com procedimentos também severos. Os fragmentos que sobrevivem não costumam indicar a que tábua pertenciam, embora os estudiosos procurem agrupá-los por meio da comparação com outros fragmentos que indicam a sua respectiva tábua. Não há como ter certeza de que as tábuas originais eram organizadas por assunto.

## Conteúdo
Conquanto os seus originais se tenham perdido, os historiadores reconstituíram parte do conteúdo nelas existentes, através de citações em autores dos mais diversos. Com base nestes estudos, um esboço do conteúdo das tábuas pôde ser feito.

### Temática
- Tábuas I e II: Organização e procedimento judicial;
- Tábua III - Normas contra os inadimplentes;
- Tábua IV - Pátrio poder;
- Tábua V - Sucessões e tutela;
- Tábua VI - Propriedade;
- Tábua VII - Servidões;
- Tábua VIII - Dos delitos;
- Tábua IX - Direito público;
- Tábua X - Direito sagrado;
- Tábuas XI e XII - Complementares.

### Tábua I
A primeira tábua estabelece regras de direito processual, descrevendo como deverá ser o procedimento de chamamento do réu a um processo e o início de um julgamento. Demonstra claramente que é dever do réu responder quando chamado em juízo, porém, se não o fizer cabe ao autor levá-lo, mesmo que seja usando suas próprias mãos ou a força.
Si in ius vocat, ito. Ni it, antestamino. Igitur em capito. “Se alguém for convocado para comparecer ao juízo deverá ir. Caso não comparecer o autor deverá apresentar testemunhas a essa recusa do réu e logo em seguida deverá prendê-lo”.
Se o réu tentar fugir ou pretender não comparecer ao julgamento o autor poderá prendê-lo (lançar mão sobre o citado). Se por velhice ou doença o réu estiver impossibilitado de andar, o autor deverá lhe fornecer a condução, na época um cavalo (iumentum). Se o réu recusar o cavalo o autor deverá providenciar um carro, mas sem a obrigação de ser coberto.
A conciliação estava presente no direito romano desde esta época, observando a praticidade dos acordos para resolver os conflitos. A regra era a de que se as partes fizerem um acordo deveriam anunciar a todos e o processo estaria encerrado. Caso não houvesse nenhum acordo, o pretor deveria escutar as partes no comitio ou no fórum, antes do meio dia com ambas as partes presentes.
Depois do meio dia se apenas uma das partes estivesse presente o pretor deveria se pronunciar, geralmente em favor do presente (um instituto similar ao da revelia). Se ambos estiverem presentes, por do sol seria o termo final da audiência e o início do julgamento.

### Tábua II
A segunda tábua tem a pretensão de continuar os ditames da primeira, estipulando regras de direito processual. Contudo, não se encontra tão completa em decorrência das perdas ao longo dos séculos.
. . . morbus sonticus . . . aut status dies cum hoste . . . quid horum fuit unum iudici arbitrove reove, eo dies diffensus esto. A primeira parte do texto está incompleta, estudiosos dizem que determinava às partes o depósito de certa quantia, denominada sacramentum. Na segunda parte vemos que se o juiz, ou árbitro ou uma das partes se achar acometido de moléstia grave, o julgamento deverá ser adiado.
Cui testimonium defuerit, is tertiis diebus ob portum obvagulatum ito. Aquele que precisar de alguma testemunha, deverá ir a sua porta e o chamar em alta voz para comparecer ao terceiro dia.
Na segunda tábua também estão incluídos as regras acerca dos furtos e roubos. Estabelecem que a coisa furtada nunca poderá ser adquirida por usucapião e ainda que se alguém intentar uma ação por furto não manifesto, que o ladrão seja condenado no dobro. Dizem alguns que nessa tábua estaria escrito a regra de que se alguém cometer furto à noite e for morto em flagrante, o que matou não será punido.

### Tábua III
Essa tábua é considerada pelos historiadores uma das mais completas e reconstituída com maior fidelidade. Trata da execução dos devedores que confessaram a dívida.
Aeris confessi rebusque iure iudicatis XXX dies iusti sunto. “Aquele que confessar divida perante o juiz, ou for condenado, terá trinta dias para pagar”. Esgotados os trinta dias e não tendo pago, deveria ser agarrado pelo autor e levado à presença do juiz. Se não pagasse e ninguém se apresentasse como fiador, o devedor era levado pelo seu credor e amarrado pelo pescoço e pés com cadeias com peso máximo de 15 libras; ou menos, se assim o quisesse o credor. O devedor preso viveria as custas do credor.
Tertiis nundinis partis secanto. Si plus minusve secuerunt, se fraude esto. Esta é uma das regras mais marcantes das tábuas, permitindo que se parta o corpo do devedor em tantos pedaços quantos forem os seus credores. “Depois do terceiro dia de feira, será permitido dividir o corpo do devedor em tantos pedaços quanto forem os credores, não importando cortar mais ou menos; se os credores preferirem poderão vender o devedor a um estrangeiro”.
Adversus hostem aeterna auctoritas esto. Determina que contra um inimigo o direito de propriedade é válido para sempre. Tal norma é decorrência das guerras travadas contra outros povos. Se um inimigo tivesse o domínio de determinada terra essa ainda pertenceria a seu antigo dono, que poderia reavê-la por meio da força.

### Tábua IV
Nessa tábua está registrado o pátrio poder. De modo direto vemos que o pai tinha, sobre a sua esposa e seus filhos o direito de vida, morte e de liberdade. Porém o pátrio poder não era ilimitado pois se o pai vendesse o filho por mais de três vezes perderia o direito paterno. Si pater filium ter venum duit, filius a patre liber esto.
Cito necatus insignis ad deformitatem puer esto. “Se uma criança nascer com alguma deformidade deveria ser morta”. As crianças deformadas não eram capazes de serem soldados romanos ou mesmo agricultores e, portanto, seriam um risco a sociedade. Essa norma teve como base o direito dos espartanos na Grécia, sociedade tipicamente militar.

### Tábua V
A quinta tábua dita as regras acerca do direito hereditário e da tutela. Os institutos são muito similares aos que encontramos atualmente em nosso direito civil. “Se o pai de família morrer intestado, não deixando herdeiro seu, que o agnado mais próximo seja o herdeiro.” Estabelece que se alguém morrer sem deixar testamento, indicando um herdeiro seu impúbere, o agnado mais próximo seria o seu tutor. Interessante observar que as dividas ativas e passivas (do de cujus) eram divididas entre os herdeiros, segundo o quinhão de cada um.
Si furiosus escit, adgnatum gentiliumque in eo pecuniaque eius potestas esto. Se alguém tornar-se louco ou pródigo e não tiver tutor, que a sua pessoa e seus bens sejam confiados à curatela dos agnados e, se não houver agnados, à dos gentis.

### Tábua VI
De domínio et possessione (da propriedade e da posse)
Nessa tábua estão as regras relacionadas à propriedade e a posse. A palavra de um homem era muito importante nos contratos, conforme a regra Cum nexum faciet mancipiumque, uti lingua nuncupassit, ita ius esto. “Quando alguém faz um juramento, contrato ou venda, anunciando isso oralmente em público, deverá cumprir sua promessa”.
Encontramos nesse documento a regra de que se os frutos caírem sobre o terreno vizinho, o proprietário da arvore terá o direito de colher esses frutos.

### Tábua VII
A sétima tábua parece ser uma continuação da anterior, tratando dos edifícios e das terras. Alguns estudiosos entendem que essas regras pertencem a oitava tábua e não a sétima tábua.
Viam muniunto ni sam delapidassint, qua volet iumento agito. Essa regra pressupõe que toda a propriedade deve ter uma estrada, porém se tal estrada for desmanchada poderá trafegar-se por qualquer parte das terras de alguém.
“Se alguém destruir algo de alguém será obrigado pelo juiz a reconstruir ou restituir tal coisa”. Trata-se de regra histórica para o direito civil, em especial na parte da responsabilidade civil.

### Tábua VIII
Considerada talvez a tábua mais importante, trata dos crimes e condutas ilícitas no direito romano. O sistema penal da lei das doze tábuas era muito avançado para a época. A maioria das penas descritas são espécies de compensações pecuniárias pelos danos causados. Por exemplo temos a pena da “injúria feita a outrem” que é o valor de vinte e cinco. Porém se a injúria for pública e difamatória será aplicada a pena capital (pena de morte).
“O ladrão confesso (preso em flagrante) sendo homem livre será vergastado por aquele a quem roubou; se é um escravo, será vergastado e precipitado da Rocha Tarpeia; mas sendo impúbere, será apenas vergastado ao critério do magistrado e condenado a reparar o dano”.
Vemos que a noção da reparação também é algo observado pelos legisladores na elaboração das leis: “Pelo prejuízo causado por um cavalo, deve-se reparar o dano ou abandonar o animal” ou ainda “Se o prejuízo é causado por acidente, que seja reparado”.
Sofria a pena de morte aqueles que cometessem homicídio, ajuntamento noturno de caráter sedicioso e aquele que prender alguém por palavras de encantamento ou lhe der venenos. 

### Tábua IX
A nona tábua estabelece algumas regras que tem características públicas. Privilegia ne irroganto. Os privilégios não poderão ser estabelecidos (irrogados) nos cumprimentos das leis. 
Conubia plebi cum patribus sanxerunt. Essa regra diz que não é permitido o casamento entre os plebeus e os patrícios. Alguns estudiosos romanos entendem que essa regra fazia parte da Tábua XI e não da IX. (Que será revogada pela Lei Canuleia 445 a.C., que permitirá o casamento entre Plebeus e os Patrícios)
Interessante é a regra acerca da corrupção dos juízes: “Se um juiz ou um árbitro indicado pelo magistrado receber dinheiro para julgar a favor de uma das partes em prejuízo de outrem, que seja morto.”

### Tábua X
Uma das poucas diferenças da Lei das Doze Tábuas com relação ao direito grego da época está concentrada nessa tábua. A décima tábua traz regras com relação aos funerais e o respeito aos mortos. Estabelecia a regra do Hominem mortuum in urbe ne sepelito neve urito. “Nenhum morto será incinerado ou queimado dentro da cidade”.
Qui coronam parit ipse pecuniave eius honoris virtutisve ergo arduitur ei... Quando um homem ganhar uma coroa ou seu escravo para ele...O texto está incompleto e o seu entendimento foi prejudicado por isso. Alguns estudiosos entendem que a tradução para esse caso seria a proibição do uso de coroas e turíbulos nos funerais.
Neve aurum addito. at cui auro dentes iuncti escunt. Ast in cum illo sepeliet uretve, se fraude esto. Tal regra proibia colocar ouro em uma pira de funeral. Mas, se os dentes do morto estivessem nele, ninguém seria punido por isto. Tal regra servia para evitar possíveis saques ou furtos aos mortos.
...

### Tábua XI
Não é permitido o casamento entre patrícios e plebeus. (Foi revogada pela Lei Canuleia, que permitia o casamento entre a Plebe e os Patrícios)

### Tábua XII
Os escravos eram considerados como incapazes para todos os atos, porque eram considerados como objetos, portanto, a Lei escrevia a regra: Si servo furtuum faxit noxiamve noxit. “Se um escravo comete um roubo ou um outro delito prejudicial, será movida contra o seu dono uma ação indireta, isto é, uma ação noxal”.
Si vindiciam falsam tulit, si velit is ... tor arbitros tris dato, eorum arbitrio ... fructus duplione damnum decidito. Se alguém simular posse provisória em seu favor, o magistrado deverá nomear três árbitros para a causa e, em face da evidência, condenará o simulador a restituir os frutos em duplo.

## Influências
A Lei das XII Tábuas foi um importante documento não apenas da História de Roma, mas para toda a posteridade. Foi o primeiro documento legal escrito do direito romano, pedra angular onde se basearam praticamente todos os corpos jurídicos do Ocidente.